# Строгинский мост
Строги́нский мост в Москве — автомобильно-трамвайный мост из предварительно напряжённого железобетона через Москву-реку, соединяющий районы Щукино и Строгино Северо-западного округа Москвы.

## История строительства и реконструкции
Авторы проекта — инженеры А. Б. Друганова и Б. А. Горожанин, архитектор Г. И. Копанс (ОАО «Гипротрансмост»). Строили мост мостоотряды № 4 и № 18.
Мост рамно-подвесной системы имеет пять коробчатых пролётов по схеме 32,9 — 81,0 — 128,5 — 81,0 — 34,3 м. На правом, низком берегу Строгинской поймы мост продолжает железобетонная эстакада (шесть пролётов). Высота пролётных строений от 1,78 (в крайних точках) до 6,5 м (над опорами). В поперечном сечении мост состоит из четырёх предварительно напряжённых коробчатых балок с шагом 8,96 м. Короба смонтированы из отдельных секций на клею. Основания русловых опор главного пролёта — свайные, поверх свай выстроены железобетонные ростверки размером 43,95×9,2 м (в плане).
Полная ширина моста 34,9 м включает обособленное трамвайное полотно шириной 7,5 м
Автомобильное движение по северной половине моста открылось в 16:00 25 декабря 1980 — по мосту пущены автобусные маршруты 277, 631, 638. 6 ноября 1981 открылось движение трамваев: по новой линии начали ходить трамваи 21-го маршрута. Южная половина моста открылась для движения только осенью 1982 года. 
Мост оформлен фонарями-скульптурами работы Заслуженного художника РФ Е. М. Аблина (1982).

В 1998 конструктивные дефекты рамно-подвесного проекта, порождавшие деформацию продольного профиля моста, потребовали его капитального ремонта. Ремонт производился без полного закрытия движения. При этом был фактически заменён главный пролёт моста — подвесные железобетонные балки в его средней части были заменены на стальные, объединённые общей ортотропной плитой. Заодно заменили и трамвайные пути — на «бесшумные». Ремонт 1998—1999 стабилизировал поведение конструкции, но не устранил её врождённые дефекты. Летом 2005, вследствие неисправности водостоков и разрушения асфальтового покрытия, мост потребовал очередного ремонта.
Из-за испытываемых мостом постоянных вибронагрузок, вызванных оживлённым движением трамваев, а также необходимостью расширения тротуаров (для приведения их ширины в соответствие стандартам) в начале 2021 года специалисты приступили к капитальному ремонту Строгинского моста. Первый этап ремонта (из планировавшихся 4-х) был завершён в июле 2021 года, о последующих этапах информации нет.